# George Groves
George Groves (født 26. marts 1988) er en tidligere engelsk bokser og verdensmester. Han har været WBA-mester siden maj 2017 og deltog i verdens-turneringen World Boxing Super Series. Her vandt han den indledende runde med KO over Brian Cox, og vandt i semifinalen på point over Chris Eubank Jr, på trods af at hans skulder gik af led i 12. omgang. Han var på kontrakt med Sauerland Promotion og tidligere amatørmester såvel som Commonwealth og britisk titelholder in Super-mellemvægt-klassen. George Groves er især kendt for sine to store opgør med landsmanden Carl Froch, som også er kendt for sine to kampe med danske Mikkel Kessler.
George Groves tabte første kamp mod Carl Froch på en meget omstridt kendelse fra dommeren som stoppede kampen da George Groves blev presset. Groves var dog foran på samtlige dommerstemmer på dette tidspunkt og havde haft Carl Froch i gulvet allerede i første omgang. Pga. den omstridte beslutning, blev der lavet en rematch foran 80.000 mennesker i Manchester, hvor Carl Froch vandt på KO.
George Groves bokser ikke længere og bor med sin kone Sophie Groves og deres to sønner i England.

## Britisk og Commonwealth-mester
Groves' første titelmulighed kom den 3. april 2010, som en del af undercardet til David Hayes første titelforsvar mod John Ruiz i MEN Arena i Manchester. Groves, i sin kun niende kamp, besejrede Charles Adamu via TKO og vandt Commonwealth super-mellemvægt-titlen. Groves havde domineret kampen, slog Adamu ned en gang i første omgang og to gange i fjerde før dommeren trådte ind med ni sekunder tilbage af den sjette. Groves fulgte op på sejren ved at rejse til Las Vegas for at få nogle højere -profil-erfaringer og at kæmpe på undercardet af Juan Manuel Marquez vs Juan Diaz II den 31. juli, 2010. Groves' modstander, Alfredo Contreras, havde en rekord på elleve sejre og syv nederlag, men ikke desto mindre repræsenterede han et højere niveau international end de modstandere Groves allerede havde slået. Kampen blev stoppet i sjette omgang, da dommeren besluttede, at Contreras ikke var tilstrækkeligt i stand til at svare tilbage med slag. Den 13. november, 2010 foretog Groves det første forsvar af sin titel ved at slå den tidligere Commonwealth Games-guldmedaljevinder Kenny Anderson i sjette omgang. Den 5. marts, 2011 besejrede Groves, Daniel Adotey Allotey i Huddersfield Leisure Centre, ved at vinde ved TKO i den fjerde omgang af hvad der var en otte-omganges ikke-titel kamp. Efter kampen sagde Groves, at kampen havde været forberedelse til et potentielt fremtidigt sammenstød med den britisk mester og gamle fjende James Degale, en kamp han forudsagde, at han ville vinde.

## Froch vs. Groves
I midten af 2013 udnævnte IBF, Groves som obligatorisk udfordrer til titelholderen Carl Froch, med en kamp mellem dem, der fandt sted den 23. november, 2013 i Phones4u Arena i Manchester; både Froch's IBF og WBA-supermellemvægt-titler var på spil. Den 17. september blev det meddelt, at Groves havde gået fra fra træner Adam Booth. I kampen, stoppede Froch, Groves i niende omgang under kontroversielle omstændigheder. Groves var foran på alle tre dommeres scorecards, efter at have slået mesteren ned i første omgang med en hård højre hånd. Mange observatører ved ringsiden, herunder bokse-kollegerne David Haye og Amir Khan, bemærkede, at dommer Howard Foster trådte ind alt for hurtigt under en udveksling, hvor begge kæmpere landede tunge slag. I betragtning af den kontroversielle karakter af stopningen, der øjeblikkeligt krævede en omkamp.

## Froch vs. Groves II
En omkamp mellem Groves og Froch fandt sted den 31. maj, 2014 på Wembley Stadium. Froch blev citeret, at kampen er, hvad den "britiske offentlighed ønsker at se", og det var hans grund til at tage muligheden for at give Groves en omkamp. Som i den første kamp, var Frochs IBF og WBA-supermellemvægt-titler på spil. Forud for kampen, havde Groves skrevet kontrakt med de tyske promotorer Sauerland, hvad der er blevet beskrevet som "en langsigtet aftale". Froch slog Groves ud i ottende omgang og forsvarede sine IBF og WBA supermellemvægt-titler.

### Groves vs. Jack
Den 12. september 2015 stod Groves som en del af underkortet til Floyd Mayweather, Jr. vs. Andre Berto og mødte WBC-super-mellemvægtsmesteren, svenske Badou Jack. Det var Groves tredje kamp i USA, såvel som hans tredje chance om en verdenstitel. Hans gamle fjende James DeGale havde støttet Groves op til kampen, da han selv var blevet IBF-mester fire måneder tidligere, og glædede sig til en potentiel revanchekamp med verdenstitler på spil. I åbningsrunden scorede Jack et knockdown mod Groves, men sidstnævnte kunne genoprette sig selv og komme tilbage i, hvad der ville blive en konkurrencedygtig kamp. I slutningen var scorekortene en split med 115-112 og 116-111 til Jack, og 114-113 til Groves.